# Cora Rónai
Cora Tausz Rónai (Rio de Janeiro, 31 de julho de 1953) é uma jornalista, escritora e fotógrafa brasileira.

## Biografia
Cora  iniciou sua carreira no jornalismo em Brasília. Trabalhou no Jornal de Brasília, no Correio Braziliense e nas sucursais da Folha de S. Paulo e do Jornal do Brasil.
Em 1980 voltou para o Rio de Janeiro. Em 1982 deixou o Jornal do Brasil, ao qual retornaria alguns anos depois, para dedicar-se à literatura e ao teatro infantis. Nessas áreas, recebeu prêmios da ANLIJ e o Prêmio Mambembe.
Pioneira do jornalismo de tecnologia, lançou em 1987, no Jornal do Brasil, a primeira coluna sobre computação da grande imprensa brasileira. Usuária de computador pessoal desde 1986, adotava, já então, o estilo de escrita coloquial que caracteriza o seu trabalho, seja na área cultural, seja na área tecnológica.
Foi a primeira jornalista brasileira a criar um blog, o internETC., ativo desde 2001, e primeira a dedicar-se à fotografia digital como ferramenta de comunicação. Nos primórdios do Fotolog, a página que ilustrava com fotos do Rio de Janeiro e de suas viagens chegou a ser a mais visitada do mundo.
Em maio de 2006, consolidou seu trabalho como pioneira também no uso dos celulares com câmera lançando o livro Fala Foto, seleção de imagens realizadas ao longo de cinco anos com mais de uma dezena de diferentes aparelhos. Fala Foto, finalista do Prêmio Jabuti, foi o primeiro livro de fotos de celulares do mundo. Parte das fotos do livro foi exibida numa individual na Mercedes Viegas Arte Contemporânea, importante galeria carioca, outro feito inédito para instantâneos colhidos por celulares, sem pretensões artísticas.
No jornal O Globo, onde trabalha desde 1991, criou o caderno de tecnologia "Info etc.", que editou até 2008. Atualmente, além de colunista de "Tecnologia", é também cronista do "Segundo Caderno".
Em maio de 2014, foi incluída entre as dez principais inovadoras brasileiras pela ZDNet, uma das mais importantes publicações de tecnologia.
É conhecida também pela defesa incondicional do Rio de Janeiro, dos animais e do meio-ambiente.
Filha do tradutor Paulo Rónai e da arquiteta, professora e atleta de natação Nora Tausz Rónai, manteve uma longa relação com o jornalista Millôr Fernandes. É mãe do empresário Paulo José e da jornalista Beatriz.
Integra desde 2023 o Canal Meio, escrevendo para o site e produzindo o programa Pedro+Cora em conjunto com o jornalista Pedro Doria.

## Prêmios
- Recebeu o Prêmio Comunique-se 2004 de Melhor Jornalista de Informática.[8][9]
- Recebeu o Prêmio Comunique-se 2006 de Melhor Jornalista de Informática.[10]
- Recebeu o Prêmio Comunique-se 2008 de Melhor Jornalista de Informática.[11]
- Recebeu o Prêmio Comunique-se 2018 de Melhor jornalista de tecnologia.[12]

## Livros publicados
- Álbum de Retratos: Walter Firmo (Mauad)
- Uma Ilha lá Longe (Record)
- Caiu na Rede: Os textos falsos da Internet que se tornaram clássicos (Agir)
- Fala Foto (Senac Rio)
- Uma Historia De Video Game (Record)
- Há milhões de Anos Atrás (Globo)
- Cabeça Feita Pé Quebrado (Globo)
- A Princesa e a Abóbora (Globo)
- Sapomorfose (Salamandra)
- Idéias: um Livro de Entrevistas (UnB)
- O Barbeiro de Sevilha e as Bodas de Fígaro (Ediouro) com Paulo Rónai
- O Terceiro Tigre (Nova Fronteira)